# Stephanuskirche (Frankfurt-Unterliederbach)
Die evangelische Stephanuskirche ist eine moderne Kirche im Frankfurter Stadtteil Unterliederbach.

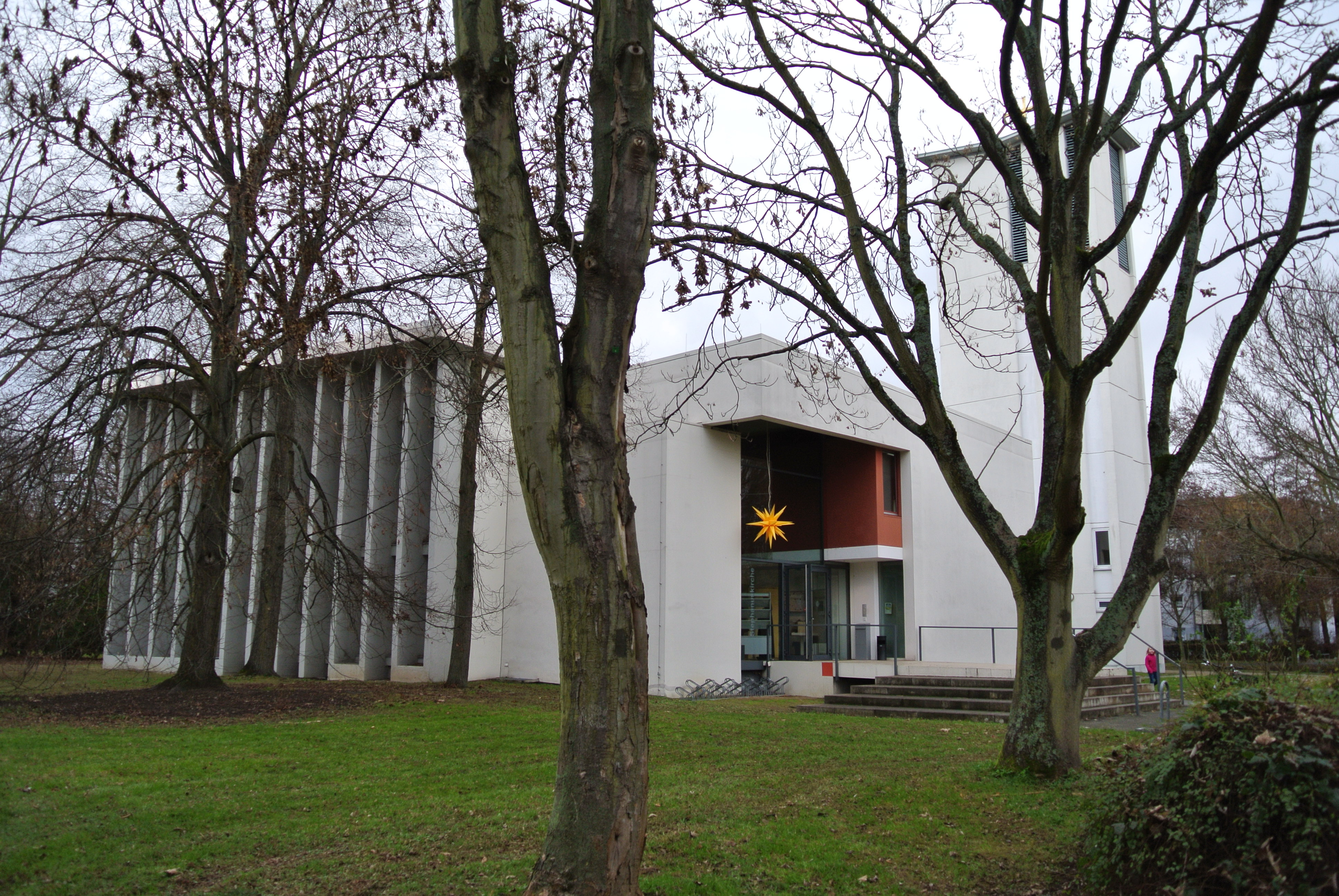
Stephanuskirche Südwestansicht

## Geschichte
Unterliederbach wurde als inferior Liderbach um das Jahr 1200 erstmals erwähnt. In der Barockzeit wurde die Dorfkirche Unterliederbach errichtet und blieb über Jahrhunderte das einzige Gotteshaus im Ort. 1927 kam Unterliederbach zu Frankfurt. Nach dem Zweiten Weltkrieg entstanden zahlreiche neue Wohngebiete, sodass mit dem Anstieg der Einwohner auch eine zweite evangelische Kirche notwendig wurde. Im Zuge des Siedlungsbaus wurde die Stephanuskirche von Oberbaurat Ernst Görcke sowie den Architekten Arnold Rakete und Ludwig-Eberhard Müller von der Bauabteilung des Evangelischen Gemeindeverbandes geplant und am 29. April 1964 eingeweiht. Sie ist nach dem Märtyrer Stephanus benannt. In den Jahren 2001 bis 2002 wurde die Kirche durch die Architekten Meixner, Schlüter, Wendt umgebaut und um einen Portalbau im Süden ergänzt. Der Anbau dient als Gemeindehaus und Eingang. Die Evangelische Kirchengemeinde Unterliederbach gehört zur Evangelischen Kirche in Hessen und Nassau.

## Architektur
Im Zentrum der Nachkriegssiedlungen etwa 400 Meter südöstlich des dörflichen Ortskerns befindet sich zwischen der Liederbacher Straße und dem Liederbach eine Grünanlage in deren Mitte die Stephanuskirche steht. Die nach Osten ausgerichtete Kirche hat einen trapezförmigen Grundriss und ist etwa 35 Meter lang und 14 bis 20 Meter breit. Der Eingang befindet sich im Süden. Der 24 Meter hohe Glockenturm steht als Campanile leicht abgerückt im Südosten und ist durch einen verglasten Gang mit der Kirche verbunden. Auf dem Turm befindet sich ein drei Meter hohes, vergoldetes Kreuz. Die Wände und die übrigen Konstruktionselemente der Kirche bestehen aus Beton und hellem Mauerwerk. Sie sind außen mit Farbe weiß angelegt. Im Innern sind die Mauersteine und das Dachtragwerk sichtbar. Das leicht geneigte Flachdach steigt zum Altarraum an.

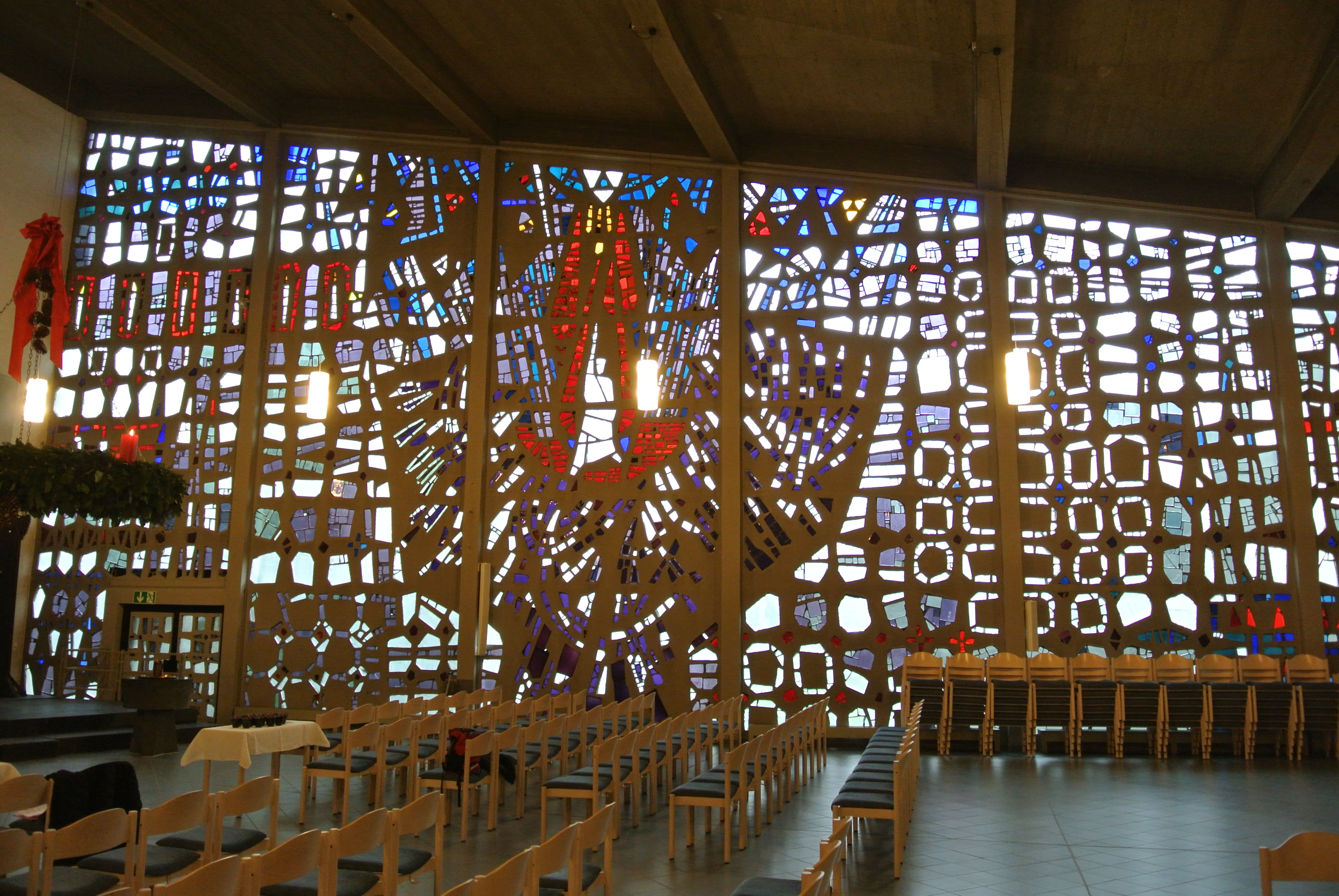
Innenraum Südwand

## Ausstattung
Der Innenraum erhält durch zwei große Fensterwände helles, farbiges Licht. Die Buntglasfenster wurden von Hans Heinrich Adam entworfen und von Hans Bernd Gossel ausgeführt. Die mehrere Zentimeter dicken Glasbrocken sind in Beton gefasst. Die südliche, 185 m² große Wand thematisiert Stephans Verteidigungsrede. Die kleinere Nordwand zeigt seine Steinigung. Altar, Altarkreuz, Leuchter, Taufstein und Kanzel wurden von dem Bildhauer Christian Peschke geschaffen. Altar und Taufstein bestehen aus grünlich geflammtem Diabas. Die Kanzel wurde aus Beton hergestellt und mit Diabasstreifen gestaltet. Kreuz und Leuchter sind aus Bronze. Plastische Bildtafeln zwischen den vier Armen des Altarkreuzes zeigen Motive, die das Leben Jesu versinnbildlichen. Die Fenster im Glockenturm wurden von dem Architekten Rakete sakral gestaltet. Die Ornamentfenster im Verbindungsgang stammen von Hans Heinrich Adam.
Die Orgel mit 25 Registern und zwei Manualen wurde 1964 von Heinrich Wilhelm Voigt hergestellt.

### Geläut
Die Kirche verfügt über fünf Glocken der Glockengießerei Rincker aus dem Jahr 1962.
| Nr. | Nominal | Masse   | Inschrift                                              |
| 1   | d1      | 1510 kg | Ehre sei Gott in der Höhe und Friede auf Erden         |
| 2   | es1     | 1320 kg | Es ist vollbracht                                      |
| 3   | f1      | 960 kg  | Der Herr ist wahrhaftig auferstanden                   |
| 4   | g1      | 700 kg  | Unser Glaube ist der Sieg, der die Welt überwunden hat |
| 5   | b1      | 470 kg  | Siehe ich bin bei euch alle Tage bis an der Welt Ende  |

## Fotogalerie

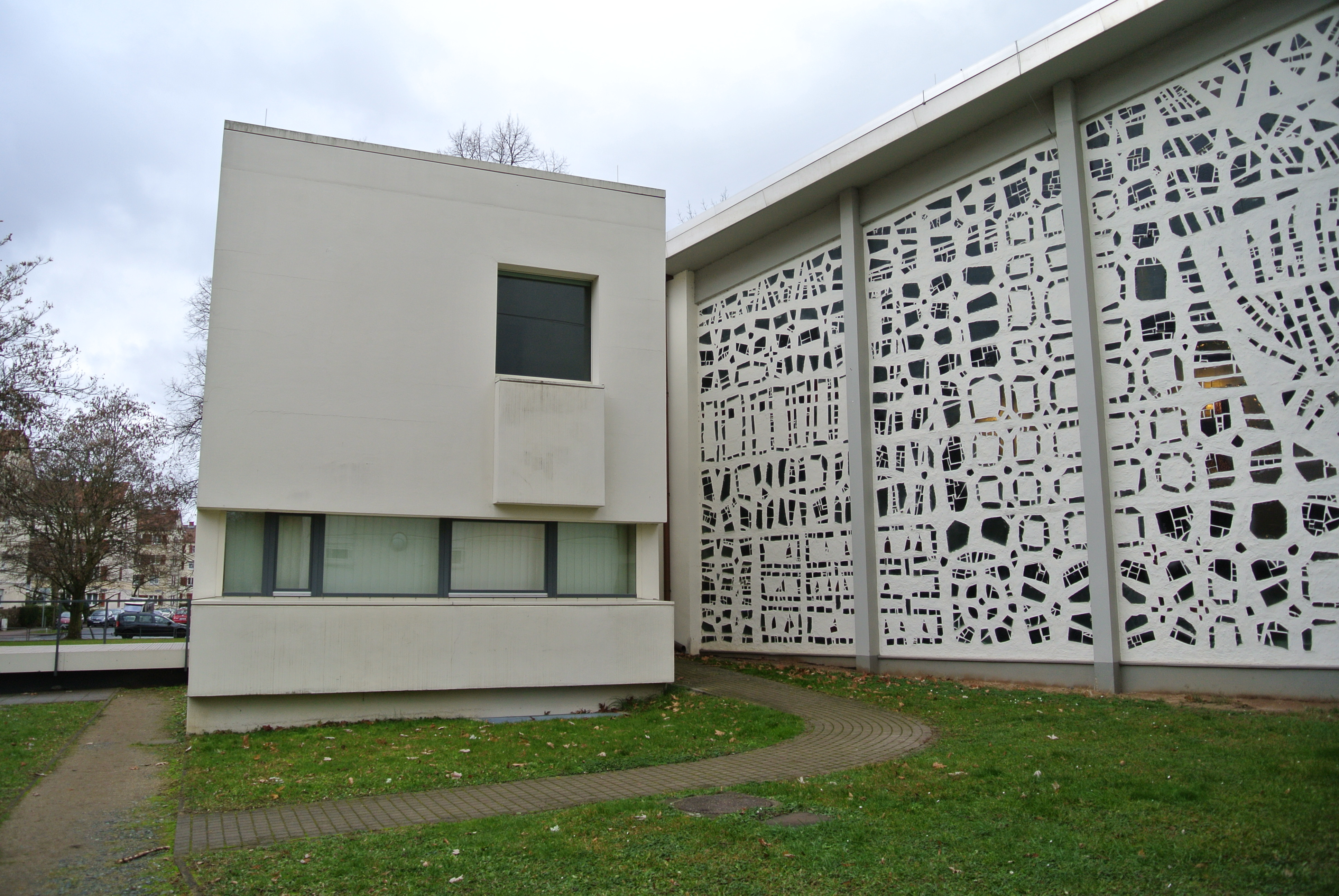
Südostansicht
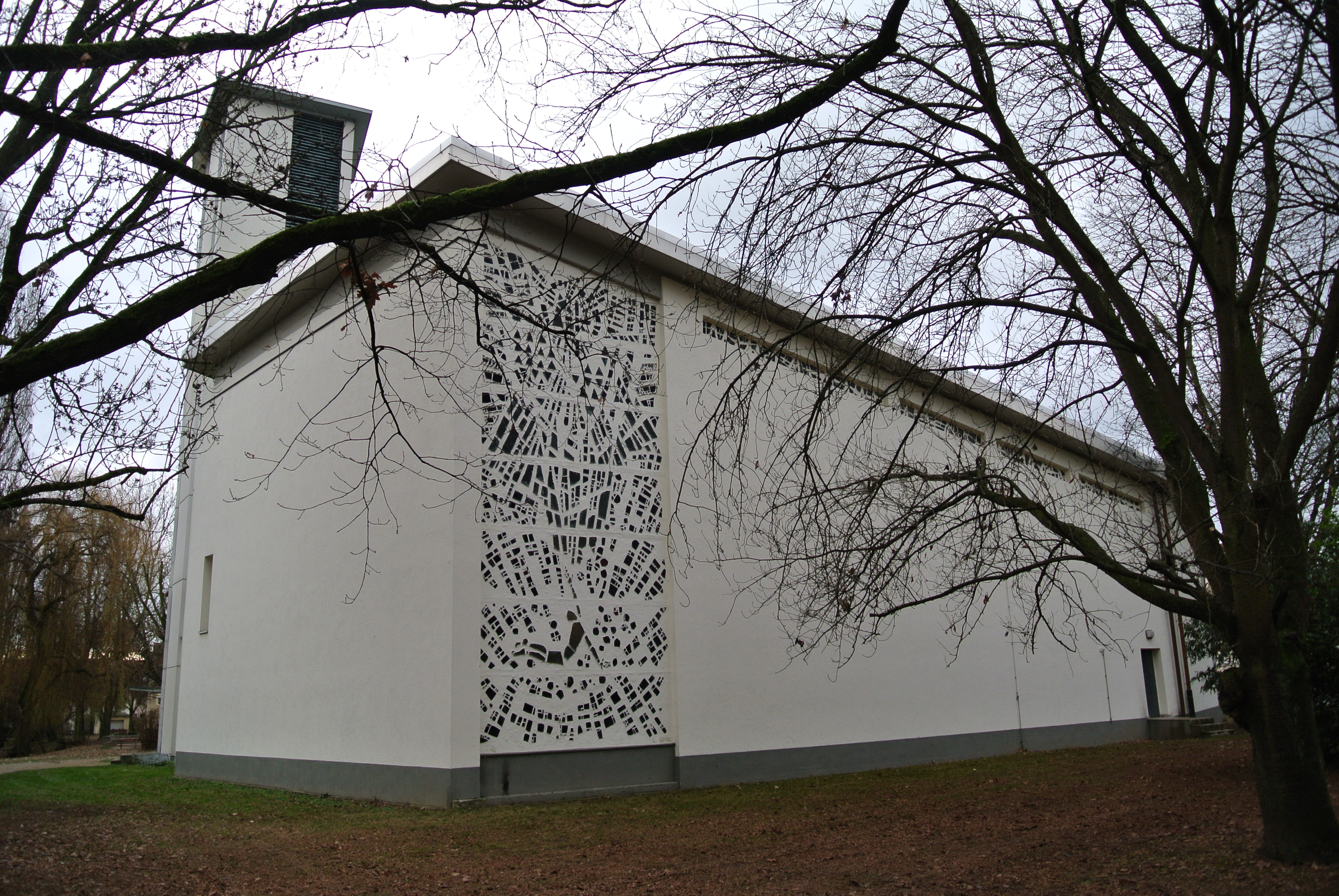
Nordansicht
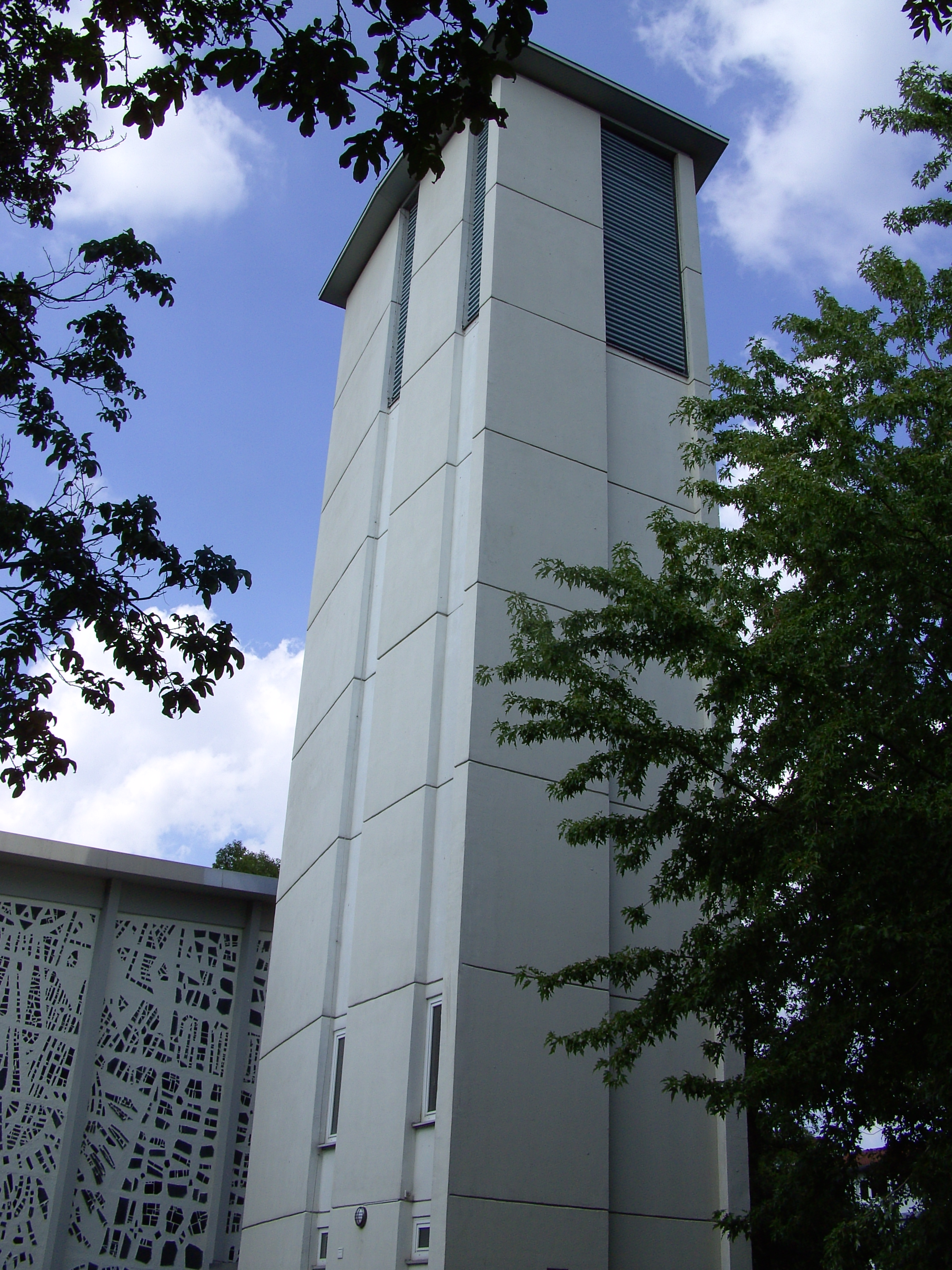
Turm
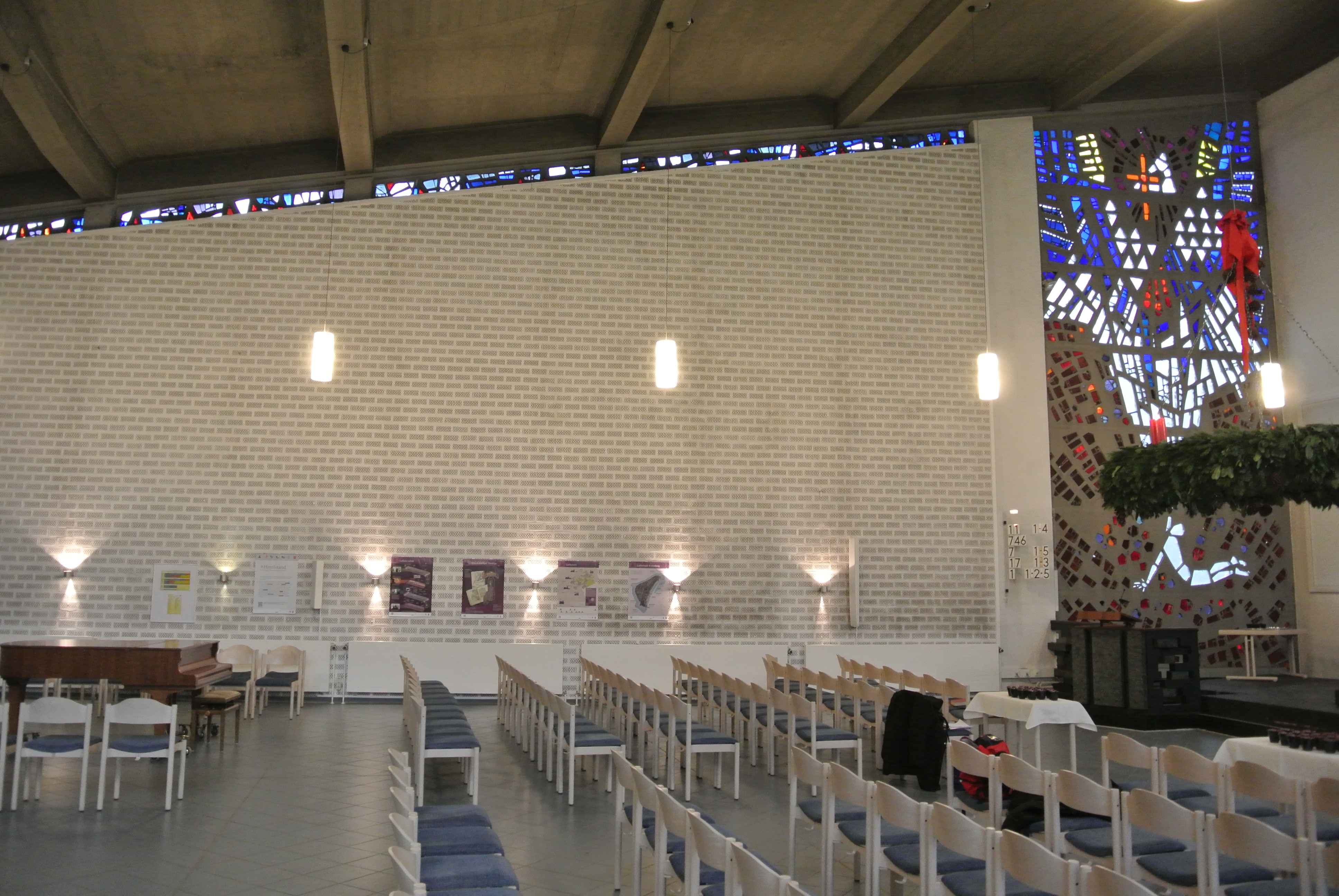
Nordwand im Innern
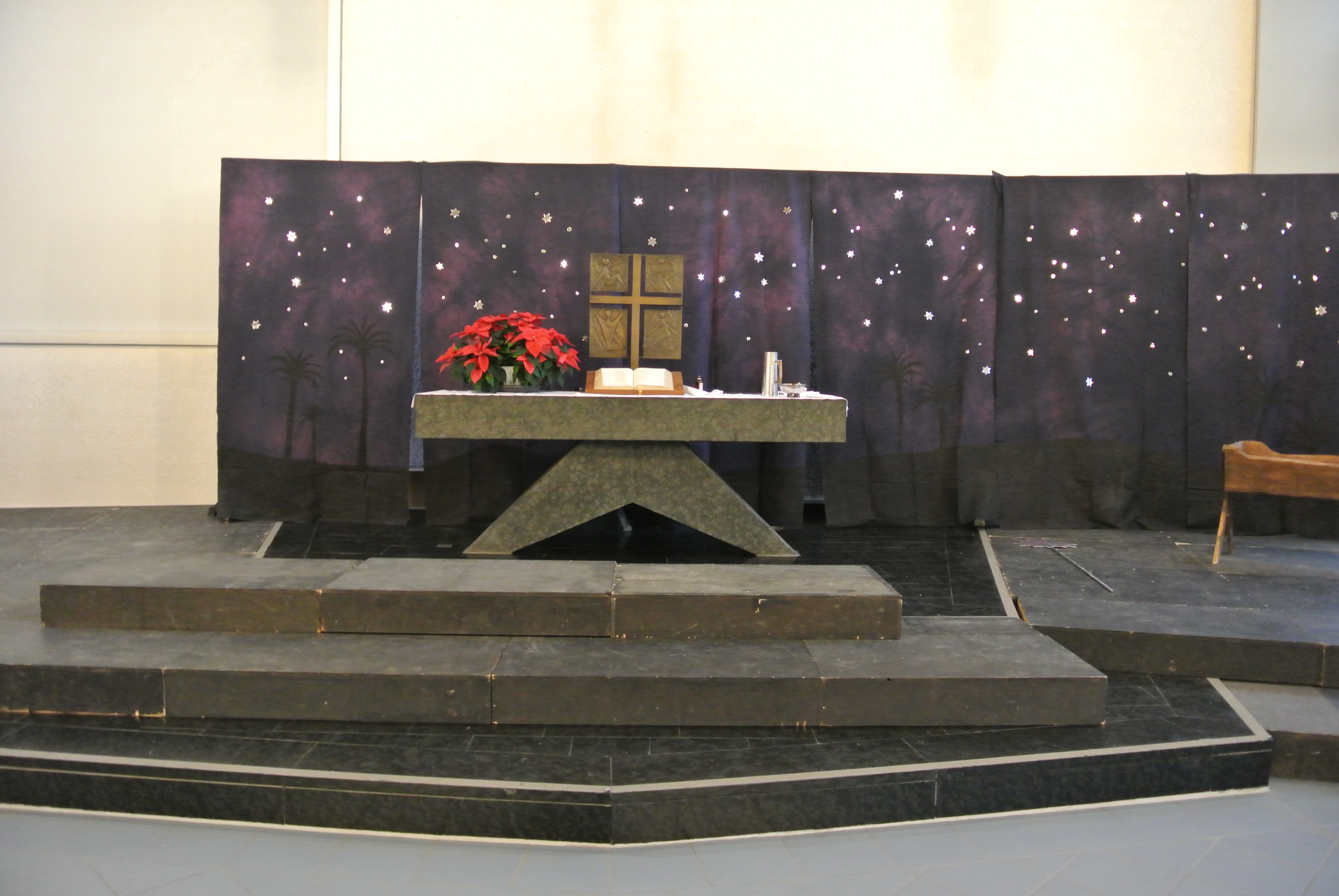
Altarraum
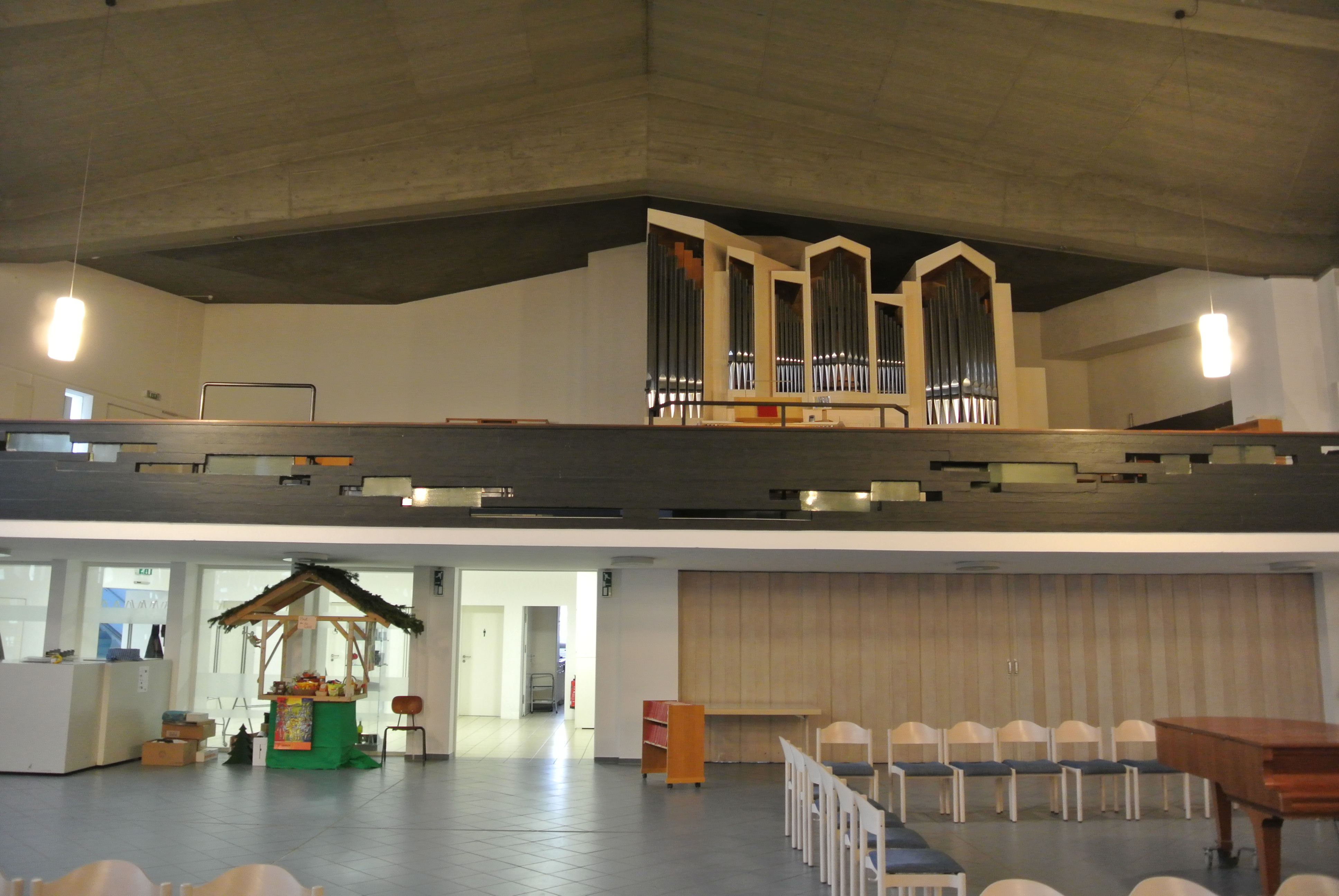
Orgelempore